# Parrocchie dell'arcidiocesi di Camerino-San Severino Marche
L'arcidiocesi di Camerino-San Severino Marche si compone di 95 parrocchie distribuite in comuni e frazioni appartenenti alle province di  Macerata e  Ancona.

## Vicarie
La diocesi è organizzata in 6 vicarie.

### Vicaria di Camerino
| Parrocchia                    | Patrono                       | Comune   | Frazione/Quartiere     |
| ----------------------------- | ----------------------------- | -------- | ---------------------- |
| Camerino - cattedrale         | Santissima Annunziata         | Camerino | centro                 |
| Camerino - San Venanzio       | San Venanzio Martire          | Camerino | centro                 |
| Camerino - Santa Maria in Via | Santa Maria in Via            | Camerino | centro                 |
| Letegge                       | Santa Maria Assunta           | Camerino | Letegge                |
| Mergnano                      | San Pietro Apostolo           | Camerino | Mergnano               |
| Morro                         | San Biagio Vescovo e Martire  | Camerino | Morro                  |
| Piampalente                   | Santissimo Crocifisso         | Camerino | Piampalente            |
| Polverina                     | San Lorenzo Diacono e Martire | Camerino | Polverina              |
| San Gregorio di Camerino      | San Gregorio                  | Camerino | San Gregorio           |
| San Marcello                  | San Marcello                  | Camerino | San Marcello e Cignano |
| Sentino                       | San Nicolò Vescovo            | Camerino | Sentino                |
| Sant'Erasmo                   | Sant'Erasmo                   | Camerino | Sant'Erasmo            |
| Tuseggia                      | San Michele Arcangelo         | Camerino | Tuseggia               |
| Valdiea                       | Santa Croce                   | Camerino | Valdiea                |

### Vicaria di Castelraimondo
| Parrocchia         | Patrono                                  | Comune         | Frazione/Quartiere |
| ------------------ | ---------------------------------------- | -------------- | ------------------ |
| Castelraimondo     | San Biagio Vescovo e Martire             | Castelraimondo | centro             |
| Castel Santa Maria | Santa Maria Assunta                      | Castelraimondo | Castel Santa Maria |
| Crispiero          | Santa Barbara Vergine e Martire          | Castelraimondo | Crispiero          |
| Esanatoglia        | Santi Anatolia Martire e Martino Vescovo | Esanatoglia    | centro             |
| Fiuminata          | Santa Maria Assunta                      | Fiuminata      | centro             |
| Gagliole           | San Michele Arcangelo                    | Gagliole       | centro             |
| Pioraco            | San Vittorino Vescovo                    | Pioraco        | centro             |
| Rustano            | Santi Martino e Lorenzo                  | Castelraimondo | Rustano            |
| Sefro              | Santa Maria Assunta                      | Sefro          | centro             |
| Seppio             | Santa Maria delle Lacrime                | Pioraco        | Seppio             |

### Vicaria di Pieve Torina
| Parrocchia                | Patrono                       | Comune                    | Frazione/Quartiere  |
| ------------------------- | ----------------------------- | ------------------------- | ------------------- |
| Pieve Torina              | Santa Maria Assunta           | Pieve Torina              | centro              |
| Acquacanina               | Santa Maria in Rio Sacro      | Fiastra                   | Acquacanina         |
| Acquapagana               | Santissimo Salvatore          | Serravalle di Chienti     | Acquapagana         |
| Bolognola                 | San Michele Arcangelo         | Bolognola                 | centro              |
| Calcara                   | Sant'Andrea Apostolo          | Ussita                    | Calcara             |
| Casavecchia               | Santi Pietro e Paolo          | Pieve Torina              | Casavecchia         |
| Castello di Chienti       | Santi Martino e Mauro         | Serravalle di Chienti     | Castello            |
| Castelsantangelo sul Nera | Santo Stefano Protomartire    | Castelsantangelo sul Nera | centro              |
| Dignano                   | San Lorenzo Martire           | Serravalle di Chienti     | Dignano             |
| Fematre                   | Santa Maria Assunta           | Visso                     | Fematre             |
| Fiastra                   | Santi Lorenzo e Paolo         | Fiastra                   | centro              |
| Fiegni                    | San Martino e Beato Ugolino   | Fiastra                   | Fiegni              |
| Fiordimonte               | Santa Maria                   | Valfornace                | Fiordimonte         |
| Gualdo                    | Santi Pietro e Martino        | Castelsantangelo sul Nera | Gualdo              |
| Isola di Valfornace       | San Giovanni Evangelista      | Valfornace                | Isola               |
| Monte Cavallo             | San Benedetto                 | Monte Cavallo             | Valle San Benedetto |
| Muccia                    | San Biagio Vescovo e Martire  | Muccia                    | centro              |
| Pievebovigliana           | Santa Maria Assunta           | Valfornace                | Pievebovigliana     |
| San Maroto                | San Giusto                    | Valfornace                | San Maroto          |
| Serravalle di Chienti     | Santa Lucia Vergine e Martire | Serravalle di Chienti     | centro              |
| Ussita                    | Santa Maria della Pieve       | Ussita                    | centro              |
| Valsantangelo             | San Vito                      | Pieve Torina              | Valsantangelo       |
| Villa Sant'Antonio        | Santi Andrea e Bartolomeo     | Visso                     | Villa Sant'Antonio  |
| Visso                     | Santa Maria                   | Visso                     | centro              |

### Vicaria di San Ginesio
| Parrocchia                | Patrono                      | Comune                    | Frazione/Quartiere |
| ------------------------- | ---------------------------- | ------------------------- | ------------------ |
| San Ginesio               | Santissima Annunziata        | San Ginesio               | centro             |
| Altocielo                 | Santa Maria Assunta          | San Ginesio               | Altocielo          |
| Belforte Alto             | Sant'Eustachio               | Belforte del Chienti      | Belforte Alto      |
| Belforte Basso            | San Pietro Apostolo          | Belforte del Chienti      | Belforte Basso     |
| Borgiano                  | San Paolo Apostolo           | Serrapetrona              | Borgiano           |
| Caldarola                 | Santi Martino e Giorgio      | Caldarola                 | centro             |
| Camporotondo di Fiastrone | San Marco Evangelista        | Camporotondo di Fiastrone | centro             |
| Cessapalombo              | Sant'Andrea Apostolo         | Cessapalombo              | centro             |
| Monastero                 | Santissimo Salvatore         | Cessapalombo              | Monastero          |
| Passo San Ginesio         | San Michele Arcangelo        | San Ginesio               | Passo San Ginesio  |
| Pian di Pieca             | Santa Maria Assunta          | San Ginesio               | Pian di Pieca      |
| Piobbico                  | San Biagio Vescovo e Martire | Sarnano                   | Piobbico           |
| Ripe San Ginesio          | San Michele Arcangelo        | Ripe San Ginesio          | centro             |
| Sarnano                   | Santa Maria di Piazza        | Sarnano                   | centro             |
| Serrapetrona              | San Clemente Papa            | Serrapetrona              | centro             |

### Vicaria di San Severino Marche
| Parrocchia                             | Patrono                                | Comune              | Frazione/Quartiere |
| -------------------------------------- | -------------------------------------- | ------------------- | ------------------ |
| San Severino Marche - concattedrale    | Sant'Agostino                          | San Severino Marche | centro             |
| San Severino Marche - San Lorenzo      | San Lorenzo Martire                    | San Severino Marche | centro             |
| San Severino Marche - San Severino     | San Severino Vescovo                   | San Severino Marche | centro             |
| San Severino - Santa Maria della Pieve | Santa Maria della Pieve                | San Severino Marche | centro             |
| Aliforni                               | Santissima Annunziata                  | San Severino Marche | Aliforni           |
| Apiro                                  | Sant'Urbano e San Michele Arcangelo    | Apiro               | centro             |
| Biagi                                  | San Pietro Apostolo                    | San Severino Marche | Biagi              |
| Castel San Pietro                      | Sant'Antonio Abate                     | San Severino Marche | Castel San Pietro  |
| Cesolo                                 | Santa Maria Assunta                    | San Severino Marche | Cesolo             |
| Colleluce                              | San Giovanni Battista                  | San Severino Marche | Colleluce          |
| Frontale                               | Sant'Anna                              | Apiro               | Frontale           |
| Glorioso                               | San Giovanni Evangelista e Santa Maria | San Severino Marche | Glorioso           |
| Isola                                  | San Giorgio Martire                    | San Severino Marche | Isola              |
| Marciano                               | Santa Maria Immacolata e Santa Croce   | San Severino Marche | Marciano           |
| Parolito                               | Sant'Anna                              | San Severino Marche | Parolito           |
| Pitino                                 | Santa Maria della Pietà                | San Severino Marche | Pitino             |
| Poggio San Vicino                      | Santa Maria Assunta                    | Poggio San Vicino   | centro             |
| Rocchetta Marche                       | San Raffaele Arcangelo                 | San Severino Marche | Rocchetta          |
| Sant'Elena                             | Sant'Elena Imperatrice                 | San Severino Marche | Sant'Elena         |
| Serralta                               | Sant'Apollinare                        | San Severino Marche | Serralta           |
| Taccoli                                | Santa Maria Madre di Dio               | San Severino Marche | Taccoli            |

### Vicaria di Serra San Quirico
| Parrocchia                 | Patrono                       | Comune            | Frazione/Quartiere         |
| -------------------------- | ----------------------------- | ----------------- | -------------------------- |
| Serra San Quirico          | San Quirico                   | Serra San Quirico | centro                     |
| Avacelli                   | San Lorenzo Diacono e Martire | Arcevia           | Avacelli                   |
| Castellaro                 | San Lorenzo Diacono e Martire | Serra San Quirico | Castellaro                 |
| Mergo                      | San Lorenzo Diacono e Martire | Mergo             | centro                     |
| Sasso                      | San Pietro Apostolo           | Serra San Quirico | Sasso                      |
| Serra San Quirico Stazione | Santa Maria del Mercato       | Serra San Quirico | Serra San Quirico Stazione |